# Elementos do Grupo 7
O grupo  (B), é o grupo conhecido como grupo do Manganês. Que é constituido dos seguintes elementos:
- Manganês (Mn)
- Tecnécio (Tc)
- Rênio (Re)
- Bóhrio (Bh)